# Mistrovství Evropy v basketbalu hráček do 20 let
Mistrovství Evropy v basketbalu hráček do 20 let je soutěž juniorských reprezentačních mužstev do 20 let členských zemí FIBA. První soutěž se konala v roce 2000. Od roku 2005 se turnaj pořádá každý rok, do té doby to bylo jednou za dva roky.

## Přehled pořadatelských zemí a medailistů
| Rok  | Pořádající země | Zlato                            | Stříbro                          | Bronz                            | Umístění Česka                   |
| ---- | --------------- | -------------------------------- | -------------------------------- | -------------------------------- | -------------------------------- |
| 2000 | Slovensko       | Rusko                            | Česko                            | Rumunsko                         |                                  |
| 2002 | Chorvatsko      | Česko                            | Rusko                            | Francie                          |                                  |
| 2004 | Francie         | Rusko                            | Francie                          | Česko                            |                                  |
| 2005 | Česko           | Francie                          | Polsko                           | Lotyšsko                         | 10. místo                        |
| 2006 | Maďarsko        | Rusko                            | Maďarsko                         | Francie                          | 10. místo                        |
| 2007 | Bulharsko       | Španělsko                        | Srbsko                           | Francie                          | 14. místo                        |
| 2008 | Itálie          | Rusko                            | Francie                          | Srbsko                           | 10. místo                        |
| 2009 | Polsko          | Francie                          | Španělsko                        | Lotyšsko                         | 15. místo                        |
| 2010 | Lotyšsko        | Rusko                            | Španělsko                        | Lotyšsko                         | Bez účasti                       |
| 2011 | Srbsko          | Španělsko                        | Rusko                            | Polsko                           | Bez účasti                       |
| 2012 | Maďarsko        | Španělsko                        | Rusko                            | Turecko                          | Bez účasti                       |
| 2013 | Turecko         | Španělsko                        | Itálie                           | Turecko                          | Bez účasti                       |
| 2014 | Itálie          | Francie                          | Španělsko                        | Itálie                           | 11. místo                        |
| 2015 | Španělsko       | Španělsko                        | Francie                          | Nizozemsko                       | 15. místo                        |
| 2016 | Portugalsko     | Španělsko                        | Itálie                           | Rusko                            | Bez účasti                       |
| 2017 | Portugalsko     | Španělsko                        | Slovinsko                        | Rusko                            | Bez účasti                       |
| 2018 | Maďarsko        | Španělsko                        | Srbsko                           | Nizozemsko                       | Bez účasti                       |
| 2019 | Česko           | Itálie                           | Rusko                            | Francie                          | 9. místo                         |
| 2020 | Maďarsko        | Zrušeno kvůli pandemii covidu-19 | Zrušeno kvůli pandemii covidu-19 | Zrušeno kvůli pandemii covidu-19 | Zrušeno kvůli pandemii covidu-19 |
| 2021 | Maďarsko        | Zrušeno kvůli pandemii covidu-19 | Zrušeno kvůli pandemii covidu-19 | Zrušeno kvůli pandemii covidu-19 | Zrušeno kvůli pandemii covidu-19 |
| 2022 | Maďarsko        | Španělsko                        | Česko                            | Itálie                           |                                  |
| 2023 | Litva           | Francie                          | Lotyšsko                         | Španělsko                        | 14. místo                        |
| 2024 | Litva           |                                  |                                  |                                  | Bez účasti                       |

## Historické pořadí podle medailí
| Pořadí | Země       | Zlato | Stříbro | Bronz | Celkem |
| ------ | ---------- | ----- | ------- | ----- | ------ |
| 1.     | Španělsko  | 9     | 3       | 1     | 13     |
| 2.     | Rusko      | 5     | 4       | 2     | 11     |
| 3.     | Francie    | 4     | 3       | 4     | 11     |
| 4.     | Itálie     | 1     | 2       | 2     | 5      |
| 5.     | Česko      | 1     | 2       | 1     | 4      |
| 6.     | Srbsko     | 0     | 2       | 1     | 3      |
| 7.     | Lotyšsko   | 0     | 1       | 3     | 4      |
| 8.     | Polsko     | 0     | 1       | 1     | 2      |
| 9.     | Maďarsko   | 0     | 1       | 0     | 1      |
| 9.     | Slovinsko  | 0     | 1       | 0     | 1      |
| 11.    | Nizozemsko | 0     | 0       | 2     | 2      |
| 11.    | Turecko    | 0     | 0       | 2     | 2      |
| 13.    | Rumunsko   | 0     | 0       | 1     | 1      |